# Elena Văcărescu
Elena Văcărescu (även känd som Helene Vacaresco), född 21 september 1864 i Bukarest, Rumänien, Osmanska riket, död 17 februari 1947 i Paris, var en rumänsk-fransk poet.
Văcărescu tillhörde en av Rumäniens förnämsta familjer och en kort tid förlovad med tronföljaren Ferdinand. Hon fick delvis sin uppfostran i Paris, där hon för övrigt mestadels uppehöll sig. Med Les chants d'aurore (1886) erövrade den tjugoåriga flickan ett pris i Franska akademien. Hon skrev vidare L'âme sereine (1896), Le rhapsode de la Dambovita (1899), Lueurs et flammes (1903) och Le jardin passionné (1908); hon översatte dessutom till franska skaldestycket "Jéhova" av Elisabet av Wied. På svenska finns Konungens gemål (översättning Ebba Nordenadler, Wahlström & Widstrand, 1907).
Nedslagskratern Văcărescu på planeten Venus är uppkallad efter henne.